# Maria Murano
Pour les articles homonymes, voir Chauvelot.
Maria Murano, de son vrai nom Suzanne Chauvelot, (Nogent-sur-Marne, 14 juillet 1918 - Limoges, 10 janvier 2009) est une artiste lyrique française (mezzo-soprano) célèbre dans les années 1950-1970.

## Carrière
Débutant à l'Opéra de Paris après la Seconde Guerre mondiale, elle rejoint ensuite le  Grand Théâtre de Bordeaux où elle incarne - entre autres - une Madame Alexandra remarquée dans Colombe de Jean-Michel Damase et Jean Anouilh (1961).
Plus tard, elle donne la réplique à Luis Mariano dans Le Prince de Madrid, puis à Ivan Rebroff dans Un violon sur le toit.

## Vie privée
Elle a été la compagne de Roland Dumas, qui lui consacre un chapitre dans son livre Dans l'œil du Minotaure.

## Quelques rôles incarnés
- La Grande-Duchesse dans La Grande-duchesse de Gérolstein de Jacques Offenbach (1956)
- Madame de Quimper-Karadec dans La Vie parisienne d'Offenbach
- La Périchole dans l'opéra du même nom d'Offenbach
- Moineau dans l'opérette Moineau de Louis Beydts
- Madame Alexandra (mère de Julien) dans Colombe de Jean-Michel Damase (1961)
- La Duchesse d'Albe dans le Prince de Madrid de Francis Lopez (1967)
- Golde (la femme du laitier Tevye) dans Un violon sur le toit de Cholem Aleichem (1969)
- 1975 : Le Tableau d'Eugène Ionesco, mise en scène Jacques Mauclair, Nouveau Carré Silvia Monfort

## Référence
1. ↑  La voix de Maria s'est tue Annonce du décès sur le Populaire.fr le 15 janvier 2009, archive consultée le 16 juillet 2013
2. ↑  « matchID - Moteur de recherche des décès », sur deces.matchid.io (consulté le 9 décembre 2021)
3. ↑  Caroline Pigozzi, « Christine Deviers-Joncour, l'agent très privé de Roland Dumas », Paris Match, semaine du 31 juillet au 6 août 2016, p. 72-77.